# Pediacus smirnovi
Pediacus smirnovi är en skalbaggsart som beskrevs av Nikitsky och Belov 1979. Pediacus smirnovi ingår i släktet Pediacus och familjen plattbaggar. Inga underarter finns listade i Catalogue of Life.